# Патиашвили, Джумбер Ильич
Джумбе́р Ильи́ч Патиашви́ли (груз. ჯუმბერ ილიას ძე პატიაშვილი; род. 5 августа 1939) — грузинский и советский политический деятель, первый секретарь ЦК Коммунистической партии Грузии в 1985—1989 годах.

## Биография
Родился 5 августа 1939 года в селе Лагодехи, административном центре Лагодехского района на востоке Грузии. В 1962 году окончил факультет агрономии Тбилисского сельскохозяйственного института, где был секретарём комитета комсомола. В том же году вступил в КПСС. Окончил аспирантуру, защитил диссертацию, получив степень кандидата сельскохозяйственных наук.
С 1965 года находился на комсомольской работе: инструктор ЦК ЛКСМ Грузии, заведующий сектором по работе с научной молодёжью, ответственный организатор ЦК ВЛКСМ. С 1969 года являлся секретарём, а в 1970—1973 годах — первым секретарём Центрального комитета ЛКСМ Грузии.
В 1973 году избран первым секретарём Горийского райкома Коммунистической партии Грузии.
С 1974 года — секретарь ЦК КП Грузии по сельскому хозяйству.
В 1985—1989 годах — первый секретарь ЦК Компартии Грузии. В 1986 году на XXVII съезде КПСС избран в состав Центрального комитета КПСС (до 1990 года).
После тбилисских событий в апреле 1989 года подал в отставку с поста первого секретаря. В 1989—1991 годах работал генеральным директором научно-производственного объединения «Тавтави» («Колос») в городе Мцхета, позже — директором Научно-исследовательского института земледелия имени Ю. Н. Ломоури.
Весной 1989 года избран народным депутатом СССР от Тбилисского — Первомайского территориального избирательного округа № 655 Грузинской ССР.
Депутат Верховного Совета СССР, участник съездов народных депутатов СССР в 1989—1991 годах.
В 1992 году избран в парламент Грузии. 5 ноября 1995 года был независимым кандидатом на выборах президента Грузии. Занял второе место, уступив Эдуарду Шеварднадзе (19,1 % голосов). В 2000 году снова участвовал в президентских выборах.
В ноябре 2003 года поддержал «революцию роз»: «когда Шеварднадзе подал в отставку и были назначены президентские выборы, я заявил, что не приму в них участия, в отличие от двух предшествующих кампаний, и отдам свой голос Михаилу Саакашвили, призвав своих избирателей тоже его поддержать». Впоследствии заявил, что «ошибся в своем выборе, как, собственно, и бо́льшая часть грузинского общества».
В последние годы Патиашвили заявлял о том, что «поддерживает стремление президента Саакашвили возродить экономику и восстановить территориальное единство Грузии». В то же время он указывал, что «нынешние власти совершили в последние годы ряд ошибок во внутренней и внешней политике, которые необходимо исправить».
Лидер всегрузинского политического объединения «Эртоба» («Единство»), созданного в конце 2001 года на базе парламентской фракции «Единая Грузия». Объединение исповедует социал-демократическую ориентацию и высказывается за добрососедские отношения с Россией и Арменией.
В 2014 году вышла в свет книга мемуаров Д. И. Патиашвили «23 года спустя», на основе которой вскоре был создан многосерийный документальный телевизионный фильм «Доброта приходит всё равно».